# Ghaty Wschodnie

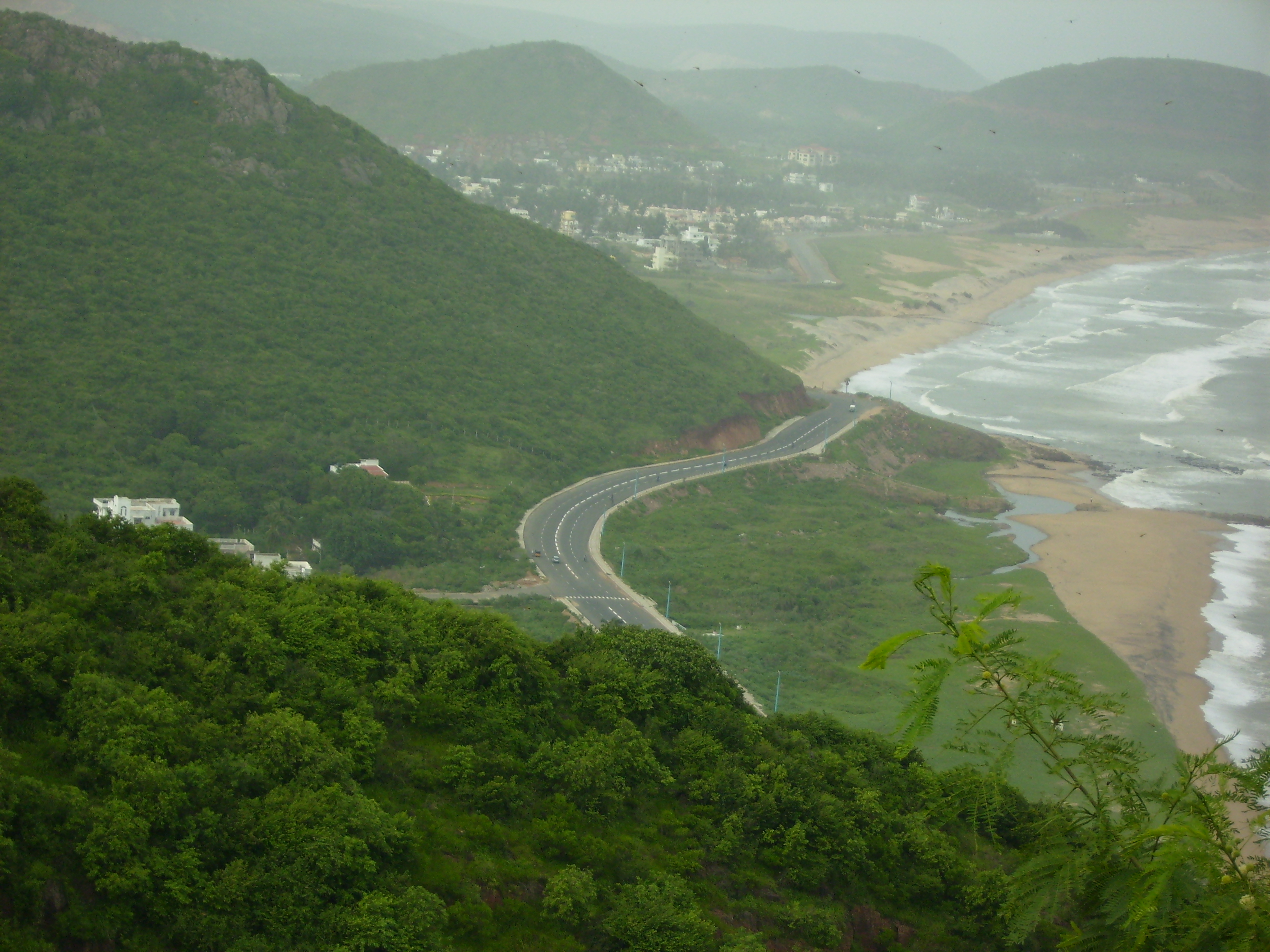
Ghaty Wschodnie w okolicy miasta Visakhapatnam

Ghaty Wschodnie (hindi Pūrva Ghāṭ, ang. Eastern Ghats) – góry krawędziowe w Indiach, położone wzdłuż wybrzeża Zatoki Bengalskiej. Ograniczają od wschodu wyżynę Dekan. Rozdzielone są szerokimi dolinami rzek (Godawari, Kryszna, Kaweri) na szereg pasm górskich. Największe wysokości dochodzą do 1680 m n.p.m. Zbudowane są ze skał metamorficznych – głównie gnejsów. Porastają je resztki lasów monsunowych z drzewem tekowym i sandałowym. Znajduje się tam wiele plantacji kawy.